# Trilogija Millennium
Trilogija Millennium je zaporedje treh detektivskih romanov švedskega pisatelja, novinarja in aktivista Stiega Larssona. Romani so izšli po smrti avtorja (2004), zaporedno v letih 2005, 2006 in 2007.
Trilogijo sestavljajo napeti detektivski romani, vsi so po dvakrata prevedeni v slovenščino:
- Moški, ki sovražijo ženske (prvotni naslov), sedaj pogosteje prevajano z naslovom: Dekle z zmajskim tatujem (v švedščini vedno prvotni naslov Män som hatar kvinnor, 2005),[2]
- Dekle, ki se je igralo z ognjem (Flickan som lekte med elden, 2006) [3]
- Dekle, ki je dregnilo v osje gnezdo (Luftslottet som sprängdes dobesedno: Grad v oblakih je razneslo, 2007) [4].

Trilogijo povezujeta predvsem glavna junaka: Lisbeth Salander in Mikael Blomkvist. Lisbeth Salander je talentirana 25-letna ženska, ki sta jo zaznamovala kruto otroštvo in mladost. Mikael Blomkvist je 42-letni raziskovalni novinar in urednik pri reviji Millennium. Družbeno-kritična publicistika je eno izmed glavnih orodij končnih razrešitev kriminalnih dejanj.
S trilogijo se ukvarjajo poleg kritikov tudi družboslovci, zlasti sociologi, psihologi in teologi. Največ zanimanja posvečajo liku Lisbeth Salander in ocenam njenih dejanj. Ravno to je verjetno želel avtor, ki se opredeljuje za feminista: spodbuditi zanimanje za tvegani položaj žensk v sodobni družbi, zlasti tistih, ki se zaradi različnih vzrokov znajdejo izven glavnega toka družbe. Trilogija Millennium je postala kultna umetnina s številnimi privrženci, zaradi kakovosti romanov in filmov kot napetih detektivk, pa tudi zaradi napredne in aktualne družbene naravnanosti.
... trilogijo, ki je postala globalni bestseller, ne, superseller, (so) ekranizirali, lokacije, na katerih se dogaja, pa so prelevili v romarske točke in tematske parke, da ne govorimo o biografijah Stiega Larssona, ki se množijo kot spletne teorije zarote.— Marcel Štefančič jr., Mladina, 23. 12. 2011
Po romanih iz Trilogije so bili posneti trije filmi na Švedskem (leta 2009), po prvem romanu pa ameriška predelava (leta 2011).
S Trilogijo Millennium je Larsson leta postal 2008 drugi najbolj prodajani avtor na svetu, za Khaledom Huseinijem. Do decembra 2011 je bilo prodano 65 milijonov izvodov knjig iz Trilogije . Zadnji del Trilogije Dekle, ki je dregnilo v osje gnezdo je bila najbolj prodajana knjiga v ZDA v letu 2010  .
Amazon.com je avgusta 2010 objavil, da je Dekle z zmajskim tatujem postal prva e-knjiga z več kot milijon prodanimi izvodi.
Iskanje v Google po ključu »"Stieg Larsson" Millennium« dâ samo v latinični verziji skoraj 3 milijone zadetkov (januar 2013), v cirilični verziji pа še 400.000 zadetkov .
Zaradi nenadne zgodnje smrti avtorja je serija knjig, ki bi morda končno obsegala celo deset knjig, ostala pri trilogiji. Trilogija Millennium je bila - po besedah nekaterih njegovih znancev - zamišljena kot serija desetih romanov, Larsson pa naj bi pred smrtjo začel ne le četrtega, ampak tudi peti del. Življenjska družica Stiega Larssona, Eva Gabrielsson, trdi, da ima v posesti okoli 200 strani četrtega romana in zametke petega .
Avtorjevo ponudbo za objavo je nekaj založb odklonilo, ker je bil kot pisec detektivk povsem neznan. Trilogijo je objavila založba Nordstedts. Romani so takoj dosegli izjemen prodajni uspeh. Z objavo trilogije je Larsson postal leta 2008 drugi najbolj prodajani avtor na svetu, za Khaledom Huseinijem. Do decembra 2011 je bilo prodano 65 milijonov izvodov knjig iz Trilogije . Zadnji del Trilogije Dekle, ki je dregnilo v osje gnezdo je bila najbolj prodajana knjiga v ZDA v letu 2010  .

## Zgodba
Zgodbo uokvirjata dve lupini: življenjska usoda 25-letne Lisbeth Salander, katere oče je nekdanji ruski špijon Zalačenko, in razmerje med glavnima junakoma, 42-letnim novinarjem Mikaelom Blomkvistom in Salanderjevo. Gibalna sila romanov so osebnostne lastnosti glavnih junakov, ki se posamič in skupaj soočata s kriminalnimi dejanji posameznikov in organizacij. Okvir zgodbe so razmere na Švedskem, ki se ne razlikujejo dosti od razmer v drugih razvitih državah Zahoda.
Dogajanje prvega dela Trilogije je postavljeno v severno obmorsko pokrajino avtorjevega otroštva. Drugi in tretji del trilogije se dogajata pretežno v Stockholmu in okolici.
Prvi del Trilogije ima nastavke za nadaljnji razvoj, vendar je dovolj zaokrožen. Drugi in tretji del sta zelo povezana in ju nujno obravnavati skupaj. V prvem delu Lisbeth pomaga Mikaelu razrešiti dve nalogi in mu neposredno reši življenje. V naslednjih dveh delih se razreši spletka, ki je zagrenila Lisbethino življenje. Lisbeth se bojuje za življenje: prostost in priznanje človeškega dostojanstva in s pomočjo Mikaela in drugih zmaga.

#### Moški, ki sovražijo ženskeoziromaDekle z zmajskim tatujem
V prvem delu se prepletajo tri kriminalne niti: novinarsko razkritje Mikaela Blomkvista o prevarah industrialca Wennerströma, institucionalno nasilje nad Lisbeth Salander in zgodba o izginotju Harriet, pranečakinje industrialca Henrika Vangerja v letu 1966, 40 let pred dogajanjem v romanu.
Mikael je reviji Millennium objavil zgodbo o Wennerströmovih prevarah, a se izkaže, da podatki o tem niso dovolj trdni. Mikael je za klevetanje obsojen na denarno kazen in trimesečno zaporno kazen. Ker obsodba meče slabo luč na revijo, Mikael da odpoved. V teh okoliščinah sprejme ponudbo Henrika Vangerja, da še enkrat razišče izginotje ljubljene pranečakinje Harriet.
Lisbeth Salander občasno dela za varnostno-detektivsko podjetje Milton Security. Med drugim opravi tudi preverjanje Mikaela Blomkvista po naročilu Henrika Vangerja, kar je njen prvi stik z Mikaelom. Kasneje Mikael zahteva pomoč pri raziskavi o Harriet. Kot pomočnico mu najamejo Salanderjevo. Lisbeth uspešno uporablja svoje računalniške sposobnosti; med drugim je v zadevnih krogih spoštovana kot odlična hekerka.
Raziskovalca se srečata s številčno družino lastnikov korporacije Vanger, med katerimi je več čudakov, večina pa je med sabo v sporih. Več članov družine je bilo povezanih s švedskimi nacisti, ki so bili zelo vplivni v času Hitlerjeve vladavine in 2. svetovne vojne, njihovi nasledniki neo-nacisti pa so še vedno prisotni v švedski družbi.
Mikael in Lisbeth naletita na sled (judovska imena in citate iz Stare zaveze, knjige o kaznovanju, Leviticus), ki jih vodi k seriji obrednih umorov. Umore jima uspe povezati z gibanjem dveh članov družine Vanger: nacista Gottfrieda in njegovega sina Martina, pranečaka sedanjega staroste družine Henrika Vangerja in brata izginule Harriet. Mikael in Lisbeth se med sodelovanjem zbližata, tudi intimno. Vendar Lisbeth ostaja zaprta vase; ne upa si priznati in izraziti svoje ljubezni do Mikaela.
V razvezi zgodbe se izkaže, da je Harriet ušla od doma zaradi spolnega nasilja očeta in brata. Oče Gottfried je sadistično, s potvorjenim sklicevanjem na biblijske zapovedi o kaznih nad grešnimi ženskami izbiral žrtve s starozaveznimi (judovskimi) imeni in nekaznovano moril do svoje smrti. Nasledil ga je sin Martin, le da je trupla svojih številnih žrtev, največkrat priseljenk, utapljal.
Morilec preseneti Mikaela in se pripravlja, da ga ubije v svoji skrivni kleti za mučenje in morijo. Zadnji hip Lisbeth reši Mikaela pred gotovo smrtjo, morilec pa se med begom zapelje v smrt.
Dve obrobni zgodbi sta pomembna za  kasnejši potek Trilogije.  Lisbeth se sooči z nasiljem svojega uradnega skrbnika, advokata Bjurmana. Lisbeth je zaradi mladostnih travm in psihiatrične obdelave uradno opravilno nesposobna. Bjurman izrabi svojo pravno oblast in Lisbeth spolno zlorabi, ob drugem srečanju pa izjemno grobo posili. Nepričakovano grobo posilstvo je Lisbeth posnela s skrito kamero. Ob naslednjem stiku je Lisbeth izvedla podobno nasilje nad svojim mučiteljem in mu na prsi vtetovirala napis "Sem svinja in posiljevalec". Pod grožnjo objave posnetega posilstva in fizično grožnjo Lisbeth dobi polno oblast nad Bjurmanom.
V drugi okvirni zgodbi Lisbeth pomaga Mikaelu dokončno razkrinkati Wennerströma. S pomočjo Lisbethinih hekerskih spletnih raziskav Mikael napiše uničujoč članek o kriminalnih poslih tajkuna v revijo Millennium. Lisbeth odkrije Wennerströmov bančni račun na Kajmanskih otokih in ga z inkognito obiskom zuriških bank izprazni. Prisvoji si več kot tri milijarde švedskih kron (okoli 350 milijonov evrov). Obubožanega Wennerströma ubijejo njegovi kriminalni pajdaši. Lisbeth denar dobro naloži in ima materialno zagotovljeno prihodnost.

#### Dekle, ki se je igralo z ognjem
Zaplet sproži umor Lisbethinega skrbnika Bjurmana ter dveh mladih raziskovalcev, Mie Johansson in Daga Svenssona. Dag ponudi reviji Millennium rezultate svojih in Miinih raziskav kriminalnih poslov z belim blagom - zasužnjenimi tujkami. Policija odkrije prstne odtise Salanderjeve na morilskem orodju, Bjurmanovi pištoli. Lisbeth se mora skrivati, Mikael pa prične raziskavo vseh okoliščin umorov. Naletijo na ime kriminalca »Zala«, dejansko je to Alexander Zalachenko (Zalačenko). Zalačenko je nekdanji sovjetski vohun in morilec, ki se je v času hladne vojne prodal švedski tajni službi. Ta je od njega pridobila dragocene vohunske podatke, zagotavljala pa mu je polno pokritje in novo identiteto. Zalačenko se je ukvarjal s številnimi nezakonitimi posli. Ključna opora mu je bil sin, Lisbethin nemški polbrat, velikan Ronald Niedermann. Tajno operacijo okoli Zalačenka je v švedski varnostni službi opravljala globoko konspirirana skupina, "Sekcija", ki je tekom let povsem ušla izpod nadzora.
Lisbethin oče Zalačenko je njeno mati pretepal in posiljeval pred očmi dveh hčera. Lisbeth je pri 12 letih po takem dogodku, ko je zaradi poboja njena mati postala invalid, polila Zalačenka z bencinom in zažgala. Zalačenko je preživel, s poškodbami glave in nog, Lisbeth pa so spravili v psihiatrično bolnišnico, med drugim tudi zato, da so se rešili nevarne priče. Sekcija je s svojo avtoriteto državne varnosti Lisbeth predala v roke izprijenemu psihiatru, šefu bolnice, doktorju Petru Teleborianu. Ta je v dogovoru s Sekcijo potvarjal zdravniške izvide, Lisbeth pa je mučil s skoraj neprestanim privezovanjem na posteljo. Lisbeth je po vseh razočaranjih v stikih z uradnimi osebami, policijo, socialnim skrbstvom in psihiatri, povsem prekinila komunikacijo z njimi. Na vsako vprašanje je odgovarjala z molkom.
Lisbeth se odloči pokončati Zalačenka. Izsledi ga na jugu Švedske, deloma s pomočjo Mikaela. Vendar je Zalačenkova posest varovana; Lisbeth pričakata Zalačenko in Niedermann in jo ujameta.  Nameravata jo ubiti in zakopati. V obupnem poskusu Lisbeth zbeži, a jo dosežejo streli iz malokalibrske pištole. Še živo jo zakopljeta. Z nadnaravno žilavostjo se Lisbeth izkoplje iz plitkega groba. Uspe ji hudo raniti Zalačenka in s svojim zombijskim pojavom preplašiti Niedermanna. Končno na kraj dogodkov prispe Mikael Blomkvist, ki pokliče policijo in reševalce. Vendar je čudežno preživela Lisbeth zdaj v rokah oblasti, sedaj še pod sumom napada na Zalačenka z naklepom umora.
Mikael je toliko napredoval pri raziskavi Sekcije, da se je zadeve lotila policija v tajni policijski operaciji, saj je sekcija skrita globoko znotraj državne varnostne službe.

#### Dekle, ki je dregnilo v osje gnezdo
V göteborški bolnišnici okrevata tako Zalačenko kot Salanderjeva; Mikael Blomkvist pa nadaljuje z iskanjem dokazov o Sekciji in krutem ravnanju z Lisbeth Salander v psihiatrični bolnišnici in kasneje. Po naključju najde ključe in nato naslov skrivnega dragega stanovanja Lisbeth, ki si ga je kupila preko svojega podjetja Wasp (osa, kar je bil tudi njen spletni psevdonim). Podjetje je registrirala v Gibraltarju in je z njim upravljala z delom ukradenega kriminalnega denarja (glej konec 1. dela Trilogije).
Sekcija se zave nevarne bližine zasledovalcev in pošlje v göteborško bolnišnico enega svojih ostarelih, na smrt bolnih agentov, da bi umoril Zalačenka in Salanderjevo, ki sta nevarni priči. Morilcu se posreči ubiti Zalačenka, Lisbeth pa se reši s pomočjo Annike Giannini, Mikaelove sestre in odvetnice, ki bo zastopala Salanderjevo pred sodiščem.
Lisbeth se nekoliko odpre zdravniku Andersu Johanssonu. Ta prične dvomiti o upravičenosti uradnih obtožb in na prošnjo Mikaela pretihotapi Salanderjevi žepni računalnik. Lisbeth na računalnik napiše svoj življenjepis in se poveže s svojimi hekerskimi tovariši. Zelo zadržano si dopisuje tudi z Mikaelom. Zdravnik jo zadržuje v bolnišnici kolikor dolgo je možno in prepreči dostop do nje sprijenemu psihiatru Teleborianu.
Mikaelu se posreči priti do ministra za pravosodje in predsednika vlade. Pojasni jima obstoj Sekcije, ki brez ustreznega nadzora deluje znotraj švedske varnostne službe (SÄPO). Oblasti uvedejo obsežno skrivno policijsko akcijo proti Sekciji. Spopad s Sekcijo se tako zgosti, da se Mikael z Eriko Berger, urednico pri Millenniumu (in ljubico), le po srečni okoliščini izogne uboju, ki so ga naročili pri dveh Srbih, nekdanjih balkanskih klavcih.
Ves čas, v bolnišnici in kasneje v preiskovalnem zaporu Lisbeth odklanja vsako komunikacijo s policisti, tožilcem, uradniki in psihiatrom. Do dramatičnega sojenja je že natisnjena številka revije Millennium s tragičnim Lisbethinim življenjepisom in razkritjem Sekcije, ki je desetletja dolgo delala brez resnega vladnega nadzora in s tem omogočila kriminalno dejavnosti Zalačenka. Policijska raziskava delovanja Sekcije je tudi napredovala toliko, da omogoča aretacije.
Na sodišču se Lisbeth Salander pojavi v svoji polni opremi: temno poslikavo obraza, pirsing obročki, črno okovano obleko in irokeško frizuro. Prvič spregovori v uradnem okolju. Ključna priča državnega tožilca, ki je tudi pod vplivom članov Sekcije, je psihiater Teleborian. Ta je predložil ekspertizo in diagnozo Salanderjeve. Lisbeth opisuje kot  psihotično osebo, patološko lažnivko, ki bi jo bilo treba zopet zapreti v psihiatrijo. Ekspertizo je napisal še preden se je srečal z odraslo Lisbeth. Tretji dan sojenja Salanderjeva in njena zagovornica Annika Giannini predstavita film s posnetkom posilstva, ki ga je zagrešil uradni varuh advokat Bjurman in dokaze o Teleborianovem zlorabljanju Salanderjeve med njenim najstniškim zadržanjem v psihiatriji ter o potvarjanju ekspertize. Kot priči za pristnost dokumentov zaslišijo Mikaela Blomkvista in visokega policijskega uradnika.
Za zaključek v sodni dvorani aretirajo Teleborijana v zvezi s potvorbo ekspertize in odkritjem velikega števila otroških pornografskih slik v njegovem računalniku. V usklajeni akciji aretirajo tudi vse člane Sekcije. Lisbeth Salander izpustijo iz preiskovalnega zapora. Za težke poškodbe očeta Zalačenka v samoobrambi se bo zagovarjala s prostosti.
Družinska mora Lisbeth Salander se konča, potem ko zaloti svojega polbrata, brezčutnega velikana Rolfa Niedermanna, v zapuščeni opekarni, ki je po očetovi smrti njena last. V spopadu Niedermann skuša ubiti Lisbeth, ta pa ga prikuje na tla in pokliče motoristično tolpo, ki ima z njim neporavnane račune zaradi uboja več njihovih članov. Lisbeth pokliče tudi policijo, ki zajame Niedermannove morilce.
V stranski zgodbi urednica Millenniuma, Erika Berger dobi ponudbo in prevzame uredništvo enega največjih švedskih dnevnikov. Sodelavci Millenniuma, tudi s pomočjo Lisbeth Salander, pripravijo zgodbo o tem, kako švedski dobavitelj sanitarne keramike v Vietnamu izrablja otroško suženjsko delo. V umazane posle je vmešan solastnik velikega dnevnika, ki zahteva od Bergerjeve, naj ustavi objavo zgodbe v Millenniumu. Bergerjeva odkloni posredovanje in se z uglednega delovnega mesta v velikem dnevniku vrne v uredništvo Millenniuma.
Mikael ob koncu knjige obišče Lisbeth v njenem skrivnem stanovanju. Čeprav dvomi o svojih čustvih ga Lisbeth spusti v svoje življenje.

## Značilnosti dela
Vodilni motiv trilogije je prikrito nasioje nad ženskami, zlasti ženskami iz obrobnih skupin (revne, priseljenke), v »civiliziranih« družbah. Avtor se dotakne naslednjih problemskih sklopov:
- nasilje nad ženskami: Harriet (oče in brat), Lisbethin (oče Zalačenko, advokat Bjurman, psihiater Teleborian) in množica neimenovanih umorjenih žensk (Gotfried in Martin Vanger, Niedermann) in neobčutljivost oziroma neučinkovitost institucij,
- prikriti nacizem v švedski družbi (sadistična antisemitska morilca iz družine Vanger, motoristične tolpe, rasisti in mačisti med policisti),
- zloraba vzvodov oblasti v tajnih službah (vohun in morilec Zalačenko in Sekcija znotraj varnostne službe),
- državne institucije niso sposobne zavarovati šibkih (celoten primer Lisbeth Salander)
- kriminaliteta in mračna zgodovina bogatašev (Wannerström: poneverbe denarja namenjenega pomoči vzhodnoevropskim državam, povezanost z raznovrstnimi mednarodnimi kriminalnimi združbami; družina Venger),
- pomanjkljiva etičnost medijev (pritisk delodajalcev v velikem dnevniku na urednico Bergerjevo proti objavi obremenjujočega članka).

V delu je možno najti tudi subverzivno kritiko abrahamskih religij. Del rešitve uganke v romanu Moški, ki sovražijo ženske Mikael in Lisbeth  najdeta z rešitvijo šifriranega zapisa izginule Harriet, ki imena žrtev povezujejo z odlomki iz tretje Mojzesove knjige (Leviticus). Tam so v odstavkih (3 Mz) 20:16, 20:18, 20:27, 21:9,  ukazane okrutne smrtne kazni za ženskami, ki bi zagrešile spolne prekrške. Vendar avtor protiverski naboj omili z izjavo Lisbeth : »(On) ni podivjani serijski morilec, bi napačno tolmači Sveto pismo. Je navaden norec, ki sovraži ženske«.
Avtor se izkazal kot mojster zapletanja več zgodb in napetega pripovedovanja, začinjenega z zagatno psihologijo glavnih junakov, Lisbeth Salander in Mikaela Blomkvista, vkljućno z nestandardnim spolnim obnašanjem obeh.

### Lik Lisbeth Salander
Lik Lisbeth Salander je po besedah avtorja bil navdahnjen z likom Pike Nogavičke švedske pisateljice Astrid Lindgren. »Kakšna bi bila Pika  kot odrasla oseba? Kako bi jo označili? Kot sociopatko?« se je retorično vprašal v enem redkih intervjujev, ki se je dotikal njegovega pisanja detektivk. »Piko sem poustvaril kot Lisbeth Salander, izjemno osamljeno 25-letnico. Nima tesnih poznanstev niti družabnih navad«.. Lisbeth Salander je svojeglava, socialno neprilagojena toda pravična (po lastnih starozaveznih kriterijih »zob za zob, glavo za glavo«), obdarjena z nadnaravnimi sposobnostmi. Življenje na cesti velemesta jo je prisililo da si je pridobila polni nabor obrambnih spretnosti, vključno z borilnimi veščinami. Vajena je gibanja na robu ali izven zakona, saj so jo tja pahnile okoliščine.
Gabrielssonova o likih obeh junakov pravi:
(Lisbeth) je sodobna zmes več ljudi, ki sva jih poznala, moških in žensk, v nekem smislu jo je navdihnila Pika Nogavička, v nekaterih pogledih pa je ona Stieg - bil je zelo kompleksna oseba.
...Blomkvist in Stieg pa si delita isti novinarski credo o tem, kako pisati, kako raziskovati. — Eva Gabrielsson, Intervju za The Wall Street Journal, 25. junij 2011 
Lisbeth je biseksualna, k lezbičnim odnosom se najprej nagiba verjetno zaradi slabih izkušenj z nasilnimi moškimi, začenši z očetom. Zbliža se z Mikaelom Blomkvistom, ki ne izraža nikakršne agresivnosti; izogiba se celo neželenim dotikom. Telesno se zbližata po Lisbetini iniciativi, vendar se ona, kljub veliki obojestranski  naklonjenosti, izogiba kakršnega koli priznanja ljubezni. Zdi se, da se boji ranljivosti, ki bi jo povzročila njeno razkritje čustev celo do iskrenega prijatelja Mikaela. Ni jasno, ali ji vzporedni odnosi Mikaela z ženskami, ki jih pri njem opazuje, oziroma obojestranska "svobodna ljubezen", ustrezajo ali ne.
Nekatere interpretacije lika Lisbeth Salander v obsežnih sekundarnih virih se zdijo pretirane. Referat "Idealna žrtev" sta dva danska teologa, Pernilla and Eyolf Østrem, podnaslovila: »Podoba Jezusa v trilogiji Stiega Larssona o Lisbeth Salander«, prvi stavek referata pa glasi: »Na veliki petek so mediji križali Lisbeth Salander« (citirano po K. T. Hansen ). Primerjavo med Lisbeth in Jezusom kar nadaljujeta. Soočenje med Lisbeth in njenim očetom primerjata z »mitskim spopadom v puščavi med hudičem in Jezusom«. Uporabljata naslednjo argumentacijo:
»Naj bo jasno: Lisbeth Salander ni Jezus. Ozdravi svojega varuha Palmgrena, ki ga je zadela kap. Rada se druži z grešniki in izobčenci, vključno z lezbično glasbeno skupino Hudičevi Prsti, ubogim Georgom na otoku Granada in socialno neprilagojenimi brihtneži v hekerski republiki. Je vsevedna (avtistična), vsemogočna in povsod prisotna kadar je povezana s spletom, ima nevidno fizično silo, kadar je potrebna in ki jo uporabi da pretepe motoriste ali izniči tiste, ki jo teptajo. Vstane od  mrtvih s čimer dokončno potrdi podobnost z Jezusom.«— Pernilla and Eyolf Østrem, citirano po K. T. Hansen 
Primerjava lika Lisbeth in Jezusa je sicer zanimiva, vendar Kim Toft Hansen ugotavlja, da teologa zelo pretirana v želji vzpostaviti biblijsko vzporednico (gresta še naprej in ugotavljata pare: Mikael - sv. Peter; Dag Svensson - Janez Krstnik, policija - okupacijska rimska vojska). Po Hansenu: »S tem ne pove veliko uporabnega o detektivni zgodbi ali avtorju Stiegu Larssonu, več pa o tem, kako celo cerkev izrablja medijski pojav, da pritakne svoj glas«.
Drugačno analizo ponujata psihologa Lyubansky in Shpungin. Citirata Nielsa Ardena Opleva, režiserja švedskega film po prvem delu trilogije: »(Lisbeth) ne dovoli, da bi se spremenila v žrtev, pa naj se z njo zgodi karkoli«. Preganjana, žilava, zvita, temna, nenapovedljiva in neskončno priročna, uprizori dobro načrtovano in slikovito vigilantsko kazen za nepopravljive kriminalce, ki imajo smolo ali ji nalašč prekrižajo pot. Hudodelstva nad sabo ne sprejema kot ponižana žrtev. Ko nasilja ni možno več prenašati, vklopi ubijalski maščevalni program. Osebno, vigilantsko kaznovanje je izsiljeno zaradi nedelovanja oblasti. Za Lisbeth kot orodje starozavezne pravice je izvršitev kazni nad hudodelci tvegano. V tej njeni potezi odseva stališče Stiega Larssona: 

"Larsson je verjel v 'oko za oko, zob za zob'. Nikoli ni odpuščal in je bil glede tega povsem odkrit: maščevati se ali maščevati tvoje prijatelje ni le pravica ampak dolžnost."— Eva Gabrielsson, Citirano iz knjige  v Daily Mail, 18.februar 2011
Med Lisbeth in Mikaelom je napeto razmerje dopolnjevanja, razlik in zadržane naklonjenosti. Mikael s svojo nenasilnostjo zelo ustreza Lisbeth, ki v razmerju ohranja aktivno vlogo, a je notranje razklana zaradi svoje družabne neprilagojenosti, privzgojenega strahu in negotovosti.

### Lik Mikaela Blomkvista
Mikael Blomkvist ne izstopa tako iz povprečja kot Lisbeth. Je pronicljiv, inteligenten, vztrajen raziskovalni novinar. Verjetno je prototip zanj prav avtor. V Mikaelu lahko najdemo levo-uporniško orientacijo Stiega Larssona, vključno z odklonilnim odnosom do kriminala v višjih krogih in pomanjkljivostih institucij pri zaščiti ranljivih oseb.
Mikael je posebnež v razmerju do žensk. Prva žena, s katero je imel ljubljeno hčerko, se je ločila, ker Mikael ni prekinil razmerja z nekdanjo sošolko in sodelavko (so-urednico) Eriko Berger. Z Eriko živi v trikotniku, saj je ona poročena, njen mož pa niti ne zahteva prekinitve zveze z Mikaelom. Vse to Mikaela ne zmoti, da ne bi stopal v intimna razmerja z drugimi ženskami, v romanu razen z Lisbeth še z dvema znatno starejšima. V vsakem primeru pa iniciativo za stike Mikael prepušča ženskam.

## Ekranizacija Trilogije
Velik uspeh romanov in švedske verzije filmov je spodbudil tudi Holywood k hitri podvojitvi prvega dela. Vizualno podobo oseb iz romana, kot so si jo zamislili filmarji glej na Millennium Trilogy Wiki

### Švedska verzija
Trije romani Trilogije Millennium so bili posneti pri firmi Yelow Bird, in sicer:
- Män som hatar kvinnor (Moški, ki sovražijo ženske, režija: Niels Arden Oplev), znan tudi pod angleškim naslovom: The Girl with the Dragon Tattoo (2009)
- Flickan som lekte med elden (Dekle, ki se je igralo z ognjem, režija: Daniel Alfredson), znan tudi pod angleškim naslovom: The Girl Who Played with Fire (2009)
- Luftslottet som sprängdes (Dekle, ki je dregnilo v osje gnezdo, režija: Daniel Alfredson), znan tudi pod angleškim naslovom: The Girl Who Kicked the Hornets' Nest (2009)

Glavna igralca likov Lisbeth in Mikaela sta v vseh treh filmih Noomi Rapace in Michael Nyqvist.
Vsak film je izdelan v dveh variantah: dolžine okoli 150 minut in dolžine okoli 180 minut. Daljšo verzijo vseh treh filmov so predvajali kot mini-serijo v šestih delih po 90 minut (uro in pol).

### Ameriška verzija
V ZDA je bila ob koncu leta 2011 predvajana filmska adaptacija prvega dela trilogije v produkciji Columbia Pictures / Sony Pictures Entertainment:
- The Girl with the Dragon Tattoo (Dekle z zmajevim tatujem, režija: David Fincher) (2011)

Glavna igralca likov Lisbeth in Mikaela sta Rooney Mara in Daniel Craig (eden izmed Jamesov Bondov).

### Ocene in primerjave
Vse filmske priredbe (tri švedske in prva ameriška) so bile ocenjene kot zelo uspešne. Prejele so številna priznanja, med drugim švedska priredba prvega dela nagrado za najboljši tuji film BAFTA, ameriški film pa Oskarja februarja 2012 za najboljšo filmsko priredbo literarnega dela. Priznanja so prejeli tudi režiserji in scenaristi ter obe igralki glavne ženske vloge .
Možna je tudi primerjava med švedsko in ameriško filmsko priredbo prvega dela Trilogije. Priredbi sta precej podobni, pri tem pa so morali scenaristi ravnati zelo varčno, saj gre za roman z več kot 600 stranmi. Podobno sta scenarista izločala stranske zgodbe, deloma s spremembo likov (na primer: izločene so Mikaelove avanture). Finančna primerjava pa je taka:
- Yelow Bird, Švedska: proračun 13 mioUS$, inkaso 104 mioUS$ [26]
- Columbia Pictures, ZDA: proračun 90 mioUS$, inkaso 233 mioUS$ [27]

Ameriška priredba je izdelana v bistveno drugačnih pogojih, relativno pa je finančno uspešnejša švedska.
Američani so uporabili bolj zvezdniško in "lepo" igralsko zasedbo. V ameriški verziji je več eksplicitnega seksa. Je pa vsaj dogajanje ostalo na Švedskem in ni bilo preneseno v Ameriko. Kritik M. Štefančič v članku s podnaslovom Čakajoč na Bergmana meni, da so s spremembo naslova, namesto originalnega Moški, ki sovražijo ženske v bolj zapeljivo Dekle z zmajevim tatujem prevajalci in predelovalci izdali ključni namen avtorja - opozoriti na nasilje nad ženskami.
Dekle z zmajskim tatujem je zdaj posvojil tudi Fincher. Zakaj je potem tako kontemplativno zgrožen nad kapitalistično sovražnostjo do žensk? Kot da ni tudi sam glorificiral tega seksističnega, patološkega, spektakelskega odnosa do žensk ...
... Blomkvist izgleda kot arty Bond, ... ki svojo eksotično žensko, ..., najde v Lisbeth Salander (Rooney Mara), ki tokrat izgleda še bolj frikovsko ...
... v upanju, da bo mimo slej ko prej prišel Ingmar Bergman, ki je znal moški sadizem vedno tako kontemplativno in tako fluidno prevesti v ženski mazohizem. ...— Marcel Štefančič jr., Mladina, 23.12.2011
Švedska verzija se pastem plehke komercializacije večinoma izogne.
1. ↑  Poimenovanje nima neposredne zveze s "tisočletjem", kar je pomen tujke, ampak se nanaša na fiktivno družbeno kritično revijo Millennium. V uredništvu revije dela nekaj junakov trilogije.
2. ↑  Prevoda: Prešernova družba, 2008, ISBN 978-961-6512-83-1 in, pod drugim naslovom Učila, 2010
3. ↑  Prevoda: Prešernova družba, 2010, ISBN 978-961-6512-99-2 in Učila, 2010
4. ↑  Prevoda:  Prešernova družba, 2011, ISBN 978-961-6831-05-5 in Učila, 2011
5. 1 2 3  Dekle z zmajskim tatujem, Marcel Štefančič jr.,  Mladina,  23. 12. 2011, vpogledano 2013-01-07
6. ↑  Ksenija P. Hahonina: Najbolj brani avtorji v letu 2008,   Mladina, 18. 1. 2009, vpogledano 2013.01.07
7. 1 2  Hassan, Genevieve (25. december 2011). »Hollywood takes on Girl with the Dragon Tattoo«. BBC News. Pridobljeno 12. januarja 2012.
8. 1 2  »Bestselling fiction authors in the world for 2008«. AbeBooks. 15. januar 2009. Arhivirano iz prvotnega spletišča dne 29. maja 2012. Pridobljeno 22. septembra 2009. Arhivirano 2012-05-29 at Archive.is
9. 1 2  »Inspector Norse: Why are Nordic detective novels so successful?«. The Economist. 11. marec 2010. Pridobljeno 19. marca 2010.
10. ↑  Maryles, Daisy (3. september 2011). »The Winning Game: 2010 Hardovers, Facts, Figures«. Publishers Weekly.
11. ↑  Vaughan-Nichols, Steven J. (1. avgust 2010). »First E-Book Hits a Million Sales«. PCWorld. Arhivirano iz prvotnega spletišča dne 4. novembra 2010. Pridobljeno 22. marca 2011. Arhivirano 2010-11-04 na Wayback Machine.
12. ↑  Del plazu časopisnih člankov je sprožil spor za dediščino med sorodniki avtorja in njegovo življenjsko družico Evo Gabrielsson.
13. ↑  Ana Jurc: Dekle, ki je prevzelo štafeto Stiega Larssona,  MMC RTV SLO, 23. januar 2011, vpogledano 2013-01-03
14. ↑  Maryles, Daisy (3. september 2011). »The Winning Game: 2010 Hardcovers, Facts, Figures«. Publishers Weekly.
15. ↑  Turistične agencije že ponujajo krožne oglede mesta pod naslovom: Po krajih trilogije Millennium
16. ↑  Vizualno podobo oseb iz romana, kot so si jo zamislili filmarji glej na Millennium Trilogy Wiki
17. ↑  Avtor Stieg Larsson ni pripadal nobeni cerkvi.
18. ↑  3 Mojzes 20, Svetopisemska družba Slovenije, vpogledano 2013-01-06
19. ↑  3 Mojzes 21, Svetopisemska družba Slovenije, vpogledano 2013-01-06
20. ↑  Malin Rising: Swedish Crime Writer Finds Fame After Death, The Washington Post,17. feb. 2009, Vpogledano 2013-01-03
21. ↑  Vibhuti Patel: Straight Talk on Stieg, The Late Novelist's Partner on Their Relationship and His Millennium Trilogy, The Wall Street Journal, 25.junij 2011, vpogledano 2013-01-09
22. 1 2 3  Kim Toft Hansen: "Religion in Scandinavian Crime Fiction", Akademisk kvarter, jesen 2011, vpogledano 2013-01-06
23. ↑  The Cost of Justice Mikhail Lyubansky and Elaine Shpungin Arhivirano 2012-09-14 na Wayback Machine., prispevek v knjigi R. Rosenberg and S. O'Neill (Eds.) The Psychology of the Girl with the Dragon Tattoo. Dallas, TX: Ben Bella Books, 2011.
24. ↑  Eva Gabrielsson, Marie-Françoise Colombani: "Millennium", Stieg & jag, 2011, tudi
: Eva Gabrielsson, Marie-Francoise Colombani: "There Are Things I Want You to Know About Stieg Larsson and Me", Seven Stories Press, 2012, ISBN 978-1609804107
25. ↑  Podatki zbrani v angleški Wikipediji.
26. ↑  »The Girl with the Dragon Tattoo (2010)«. Box Office Mojo. Pridobljeno 5. januarja 2013.
27. ↑  »The Girl with the Dragon Tattoo (2011)«. Box Office Mojo. Arhivirano iz prvotnega spletišča dne 9. januarja 2013. Pridobljeno 5. januarja 2013.

- Millennium Trilogy Wiki, podatki o knjigah in filmih (vključno s fotografijami in opisi), organizirano kot wiki.
- Spletna stran Trilogije Millennium v okviru spletnega The Literature Magazine of Swedish Books & Writers (v angleščini). Številne (pozitivne) recenzije.